# Giải BAFTA lần thứ 42
Giải BAFTA lần thứ 42 được trao bởi Viện Hàn lâm Nghệ thuật Điện ảnh và Truyền hình Anh Quốc năm 1989 để tôn vinh những bộ phim xuất sắc nhất năm 1988.
Hoàng đế cuối cùng của Jeremy Thomas và Bernardo Bertolucci đoạt giải Phim hay nhất.

## Chiến thắng và đề cử
Academy Fellowship: Ingmar Bergman 

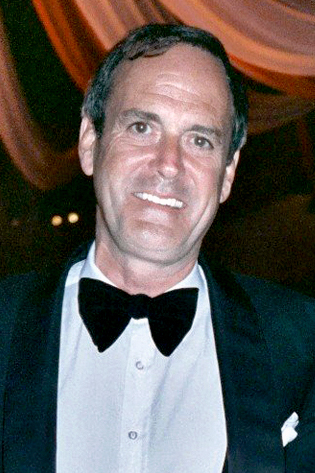
John Cleese, Nam diễn viên chính xuất sắc nhất

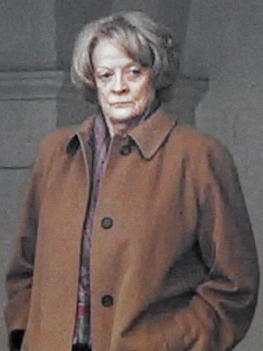
Maggie Smith, Nữ diễn viên chính xuất sắc nhất

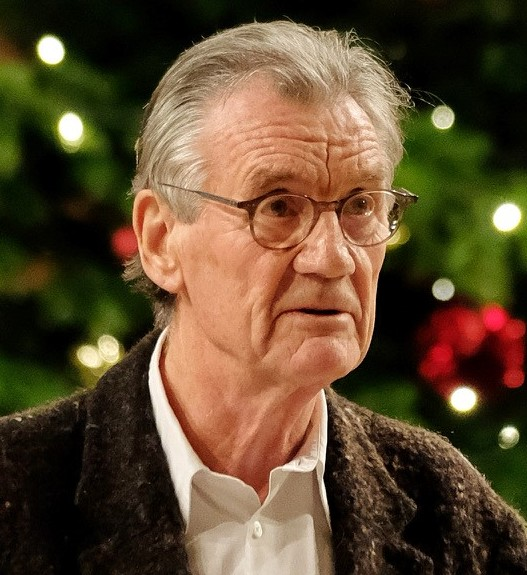
Michael Palin, Nam diễn viên phụ xuất sắc nhất

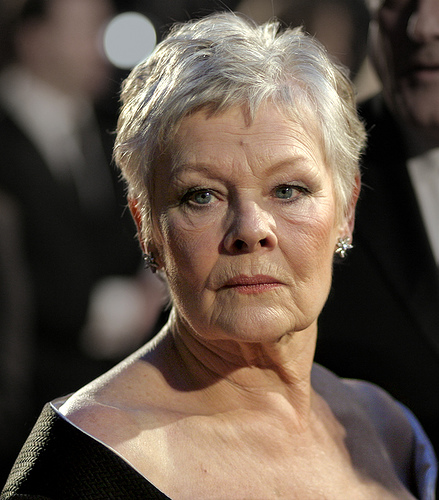
Judi Dench, Nữ diễn viên phụ xuất sắc nhất

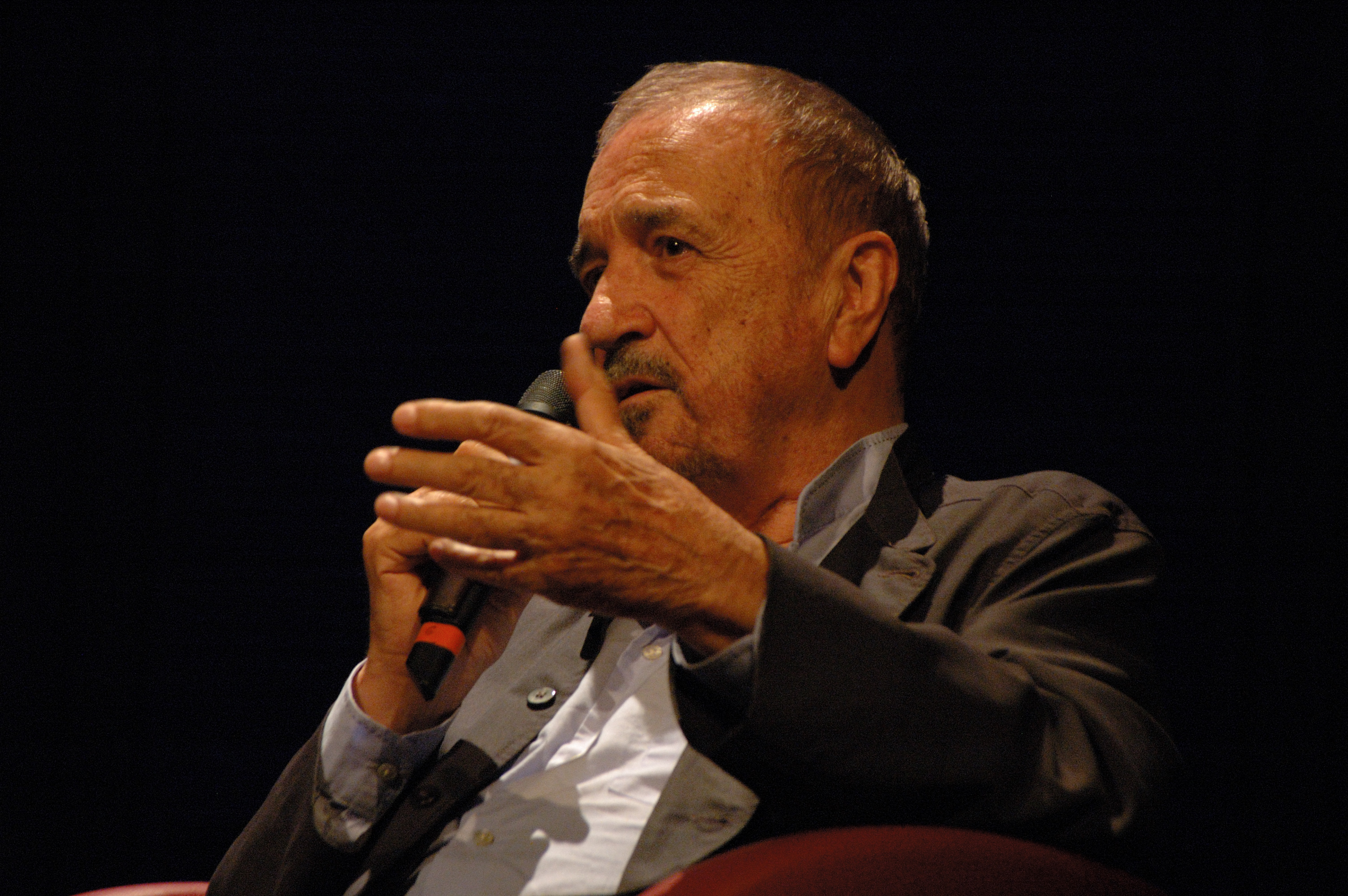
Jean-Claude Carrière, Đồng nhận giải Kịch bản chuyển thể xuất sắc nhất

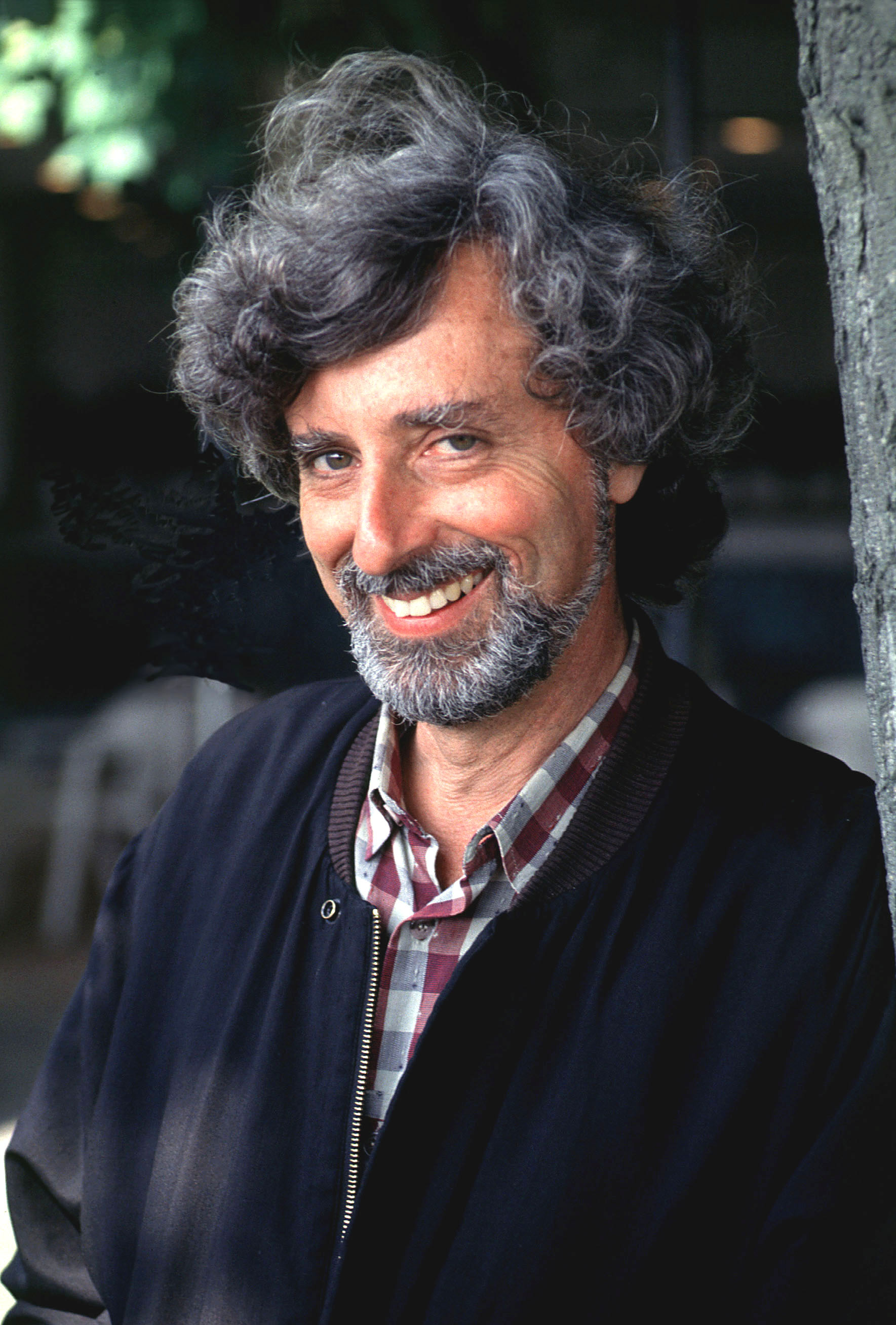
Philip Kaufman, Đồng nhận giải Kịch bản chuyển thể xuất sắc nhất

| Phim hay nhất Hoàng đế cuối cùng – Jeremy Thomas và Bernardo Bertolucci - Au revoir les enfants – Louis Malle - Babette's Feast – Just Betzer, Bo Christensen và Gabriel Axel - A Fish Called Wanda – Michael Shamberg và Charles Crichton | Đạo diễn xuất sắc nhất Louis Malle – Au revoir les enfants - Bernardo Bertolucci – Hoàng đế cuối cùng - Charles Crichton – A Fish Called Wanda - Gabriel Axel – Babette's Feast |
| Nam diễn viên chính xuất sắc nhất John Cleese – A Fish Called Wanda vai Archie Leach - Kevin Kline – A Fish Called Wanda vai Otto West - Michael Douglas – Fatal Attraction vai Dan Gallagher - Robin Williams – Good Morning, Vietnam vai Adrian Cronauer                                                                                         | Nữ diễn viên chính xuất sắc nhất Maggie Smith – The Lonely Passion of Judith Hearne vai Judith Hearne - Cher – Moonstruck vai Loretta Castorini - Jamie Lee Curtis – A Fish Called Wanda vai Wanda Gershwitz - Stéphane Audran – Babette's Feast vai Babette Hersant                                                                |
| Nam diễn viên phụ xuất sắc nhất Michael Palin – A Fish Called Wanda vai Ken Pile - David Suchet – A World Apart vai Muller - Joss Ackland – White Mischief vai Jock Delves Broughton - Peter O'Toole – Hoàng đế cuối cùng vai Reginald Johnston | Nữ diễn viên phụ xuất sắc nhất Judi Dench – A Handful of Dust vai Beaver - Anne Archer – Fatal Attraction vai Beth Rogerson Gallagher - Maria Aitken – A Fish Called Wanda vai Wendy Leach - Olympia Dukakis – Moonstruck vai Rose Castorini                                                                                        |
| Kịch bản gốc xuất sắc nhất A World Apart – Shawn Slovo - Au revoir les enfants – Louis Malle - A Fish Called Wanda – John Cleese - Moonstruck – John Patrick Shanley | Kịch bản chuyển thể xuất sắc nhất The Unbearable Lightness of Being – Jean-Claude Carrière và Philip Kaufman - Babette's Feast – Gabriel Axel - Empire of the Sun – Tom Stoppard - Who Framed Roger Rabbit – Jeffrey Price và Peter S. Seaman                                                                                       |
| Quay phim xuất sắc nhất Empire of the Sun – Allen Daviau - Babette's Feast – Henning Kristiansen - Hoàng đế cuối cùng – Vittorio Storaro - Who Framed Roger Rabbit – Dean Cundey | Thiết kế phục trang xuất sắc nhất Hoàng đế cuối cùng – James Acheson - The Dressmaker – Judy Moorcroft - Empire of the Sun – Bob Ringwood - White Mischief – Marit Allen |
| Dựng phim xuất sắc nhất Fatal Attraction – Michael Kahn và Peter E. Berger - A Fish Called Wanda – John Jympson - Hoàng đế cuối cùng – Gabriella Cristiani - Who Framed Roger Rabbit – Arthur Schmidt | Hóa trang và làm tóc xuất sắc nhất Hoàng đế cuối cùng – Fabrizio Sforza - Beetlejuice – Steve La Porte, Ve Neill và Robert Short - A Handful of Dust – Sally Sutton - RoboCop – Carla Palmer |
| Nhạc phim hay nhất Empire of the Sun – John Williams - Bird – Lennie Niehaus - Hoàng đế cuối cùng – Sakamoto Ryūichi, David Byrne và Cong Su - Moonstruck – Dick Hyman | Thiết kế sản xuất xuất sắc nhất Tucker: The Man and His Dream – Dean Tavoularis - Empire of the Sun – Norman Reynolds - Hoàng đế cuối cùng – Ferdinando Scarfiotti - Who Framed Roger Rabbit – Elliot Scott |
| Âm thanh xuất sắc nhất Empire of the Sun – Charles L. Campbell, Colin Charles, Louis Edemann, Robert Knudson và Tony Dawe - Bird – Alan Robert Murray, Robert G. Henderson, Willie D. Burton và Les Fresholtz - Good Morning, Vietnam – Bill Phillips, Clive Winter và Terry Porter - Hoàng đế cuối cùng – Ivan Sharrock, Bill Rowe và Les Wiggins | Hiệu ứng hình ảnh đặc biệt xuất sắc nhất Who Framed Roger Rabbit – George Gibbs, Richard Williams, Ken Ralston và Edward Jones - Beetlejuice – Peter Kuran, Alan Munro, Robert Short và Ted Rea - Hoàng đế cuối cùng – Giannetto De Rossi và Fabrizio Martinelli - RoboCop – Rob Bottin, Phil Tippett, Peter Kuran và Rocco Gioffre |
| Phim tài liệu hay nhất This Week: Death on the Rock – Chris Oxley - The Duty Men: East Enders – Paul Hamann - In from the Cold: A Portrait of Richard Burton – Tony Palmer - Viewpoint Special: The Men Who Killed Kennedy – Nigel Turner | Phim không nói tiếng Anh hay nhất Babette's Feast – Just Betzer, Bo Christensen và Gabriel Axel - Au revoir les enfants – Louis Malle - Dark Eyes – Silvia D'Amico Bendico, Carlo Cucchi và Nikita Mikhalkov - Wings of Desire – Wim Wenders và Anatole Dauman                                                                      |
| Phim hoạt hình ngắn hay nhất The Hill Farm – Mark Baker - Clothes Animation – Osbert Parker - Daddy's Little Piece of Dresden China – Karen Watson - Rarg – Tony Collingwood | Phim ngắn hay nhất Defence Counsel Sedov – Evgeny Tsymbal - Cane Toads: An Unnatural History – Mark Lewis - The Unkindest Cut – Jim Shields - Water's Edge – Suri Krishnamma |

## Thống kê
| Số lượng | Phim                    |
| -------- | ----------------------- |
| 11       | Hoàng đế cuối cùng      |
| 9        | A Fish Called Wanda     |
| 6        | Babette's Feast         |
| 6        | Empire of the Sun       |
| 5        | Who Framed Roger Rabbit |
| 4        | Au revoir les enfants   |
| 4        | Moonstruck              |
| 3        | Fatal Attraction        |
| 2        | Beetlejuice             |
| 2        | Bird                    |
| 2        | Good Morning, Vietnam   |
| 2        | A Handful of Dust       |
| 2        | RoboCop                 |
| 2        | White Mischief          |
| 2        | A World Apart           |

| Số lượng | Phim                |
| -------- | ------------------- |
| 3        | Empire of the Sun   |
| 3        | Hoàng đế cuối cùng  |
| 2        | A Fish Called Wanda |